# Арсой
Арсой (рос. Арсой) — село у Веденському районі Чечні Російської Федерації.
Населення становить 1 особу. Входить до складу муніципального утворення Макажойське сільське поселення.

## Історія
Згідно із законом від 20 лютого 2009 року органом місцевого самоврядування є Макажойське сільське поселення.

## Населення
| 2002 | 2010 |
| ---- | ---- |
| 0    | ↗1   |